# Hisukattus alienus
Hisukattus alienus är en spindelart som beskrevs av Galiano 1987. Hisukattus alienus ingår i släktet Hisukattus och familjen hoppspindlar. Inga underarter finns listade i Catalogue of Life.